# 人造人間

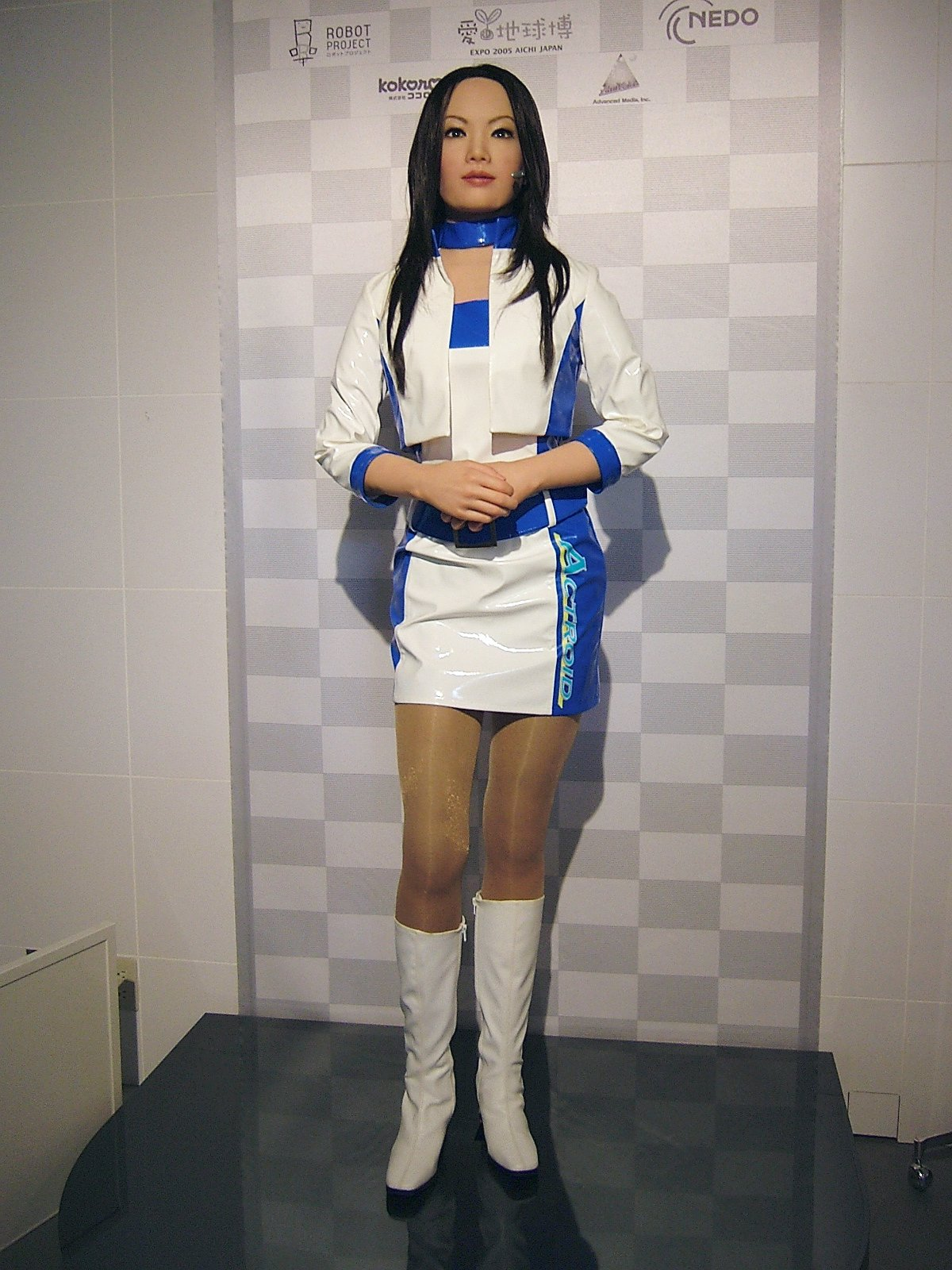
人型ロボット「アクトロイド」

人造人間（じんぞうにんげん、英：Artificial Human）は、人型ロボットなど人間を模した機械や人工生命体の総称。SFフィクション作品、漫画・映画・小説などで取り扱われることが多い。

## 語としての人造人間
日本国語大辞典に掲載されている「人造人間」の最も古い用例は、1923年（大正12年）に出版された『人造人間』（宇賀伊津緒訳、戯曲『R.U.R.』）にある。この本で宇賀は「人造人間」という語を、作中に登場するrobot（ロボット）の訳語とすると共に邦題としても用いている。序文中では「私はこれ（ロボットという語）を勝手に「人造人間」と譯（訳）しました。」と述べている。『人造人間』は翌1924年に築地小劇場において上演された。人造人間という語が宇賀による造語かどうかは定かではないが、これ以降「人造人間はロボットの訳語」と認識されている。現在発行されている多くの国語辞典で「人造人間」の項目に「人造人間とはロボットのこと」に類する記述をしている。より詳細な国語辞典では『R.U.R.』との関係を含めて記載されている。『R.U.R.』のロボットが「人の代わりに作業（労働）をさせるために、人（の姿と自律行動）を模して」作られたものであったため、人造人間という語も「人に代わって作業（労働）をする存在」や「人を模して作られた存在」、「人の（自律）行動を模して作られた存在」に対して用いられる。
『R.U.R.』のロボットは、人間そっくりに、人間とは異なる組成で作られた、まさに「人造人間」と呼ぶべき存在である。しかし、その後一般に広まった「ロボット」という語は、徐々にそれが用いられる対象や範囲を広げていった。現在ではペットロボットのように「人に代わって作業をするわけでも人を模して作られたものでもない」物もロボットと呼ばれている。それらは日本語としての「人造人間」という語の「人造の人間」というイメージからは逸脱するため、一般に「人造人間」とは呼ばれない。現在は、概念として「ロボット」を単純に「人造人間」に置き換えることはできない。

## 概念としての人造人間

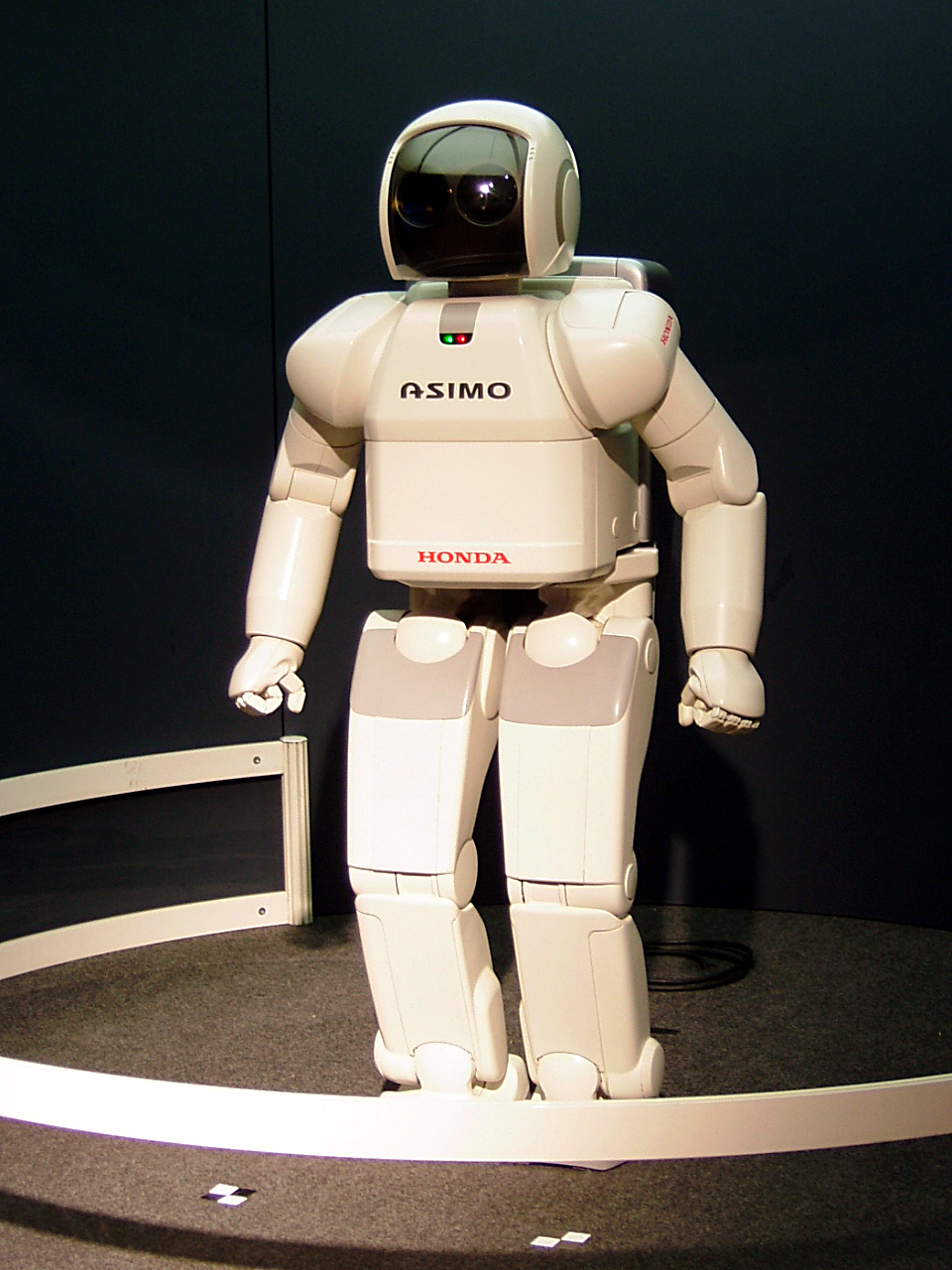
ASIMO - 本田技研工業が開発した世界初の本格的な二足歩行ロボット

人造人間という語が広まる以前から「人造の人間」（自然な状態で生まれるのではなく、作り出されたもの）という概念は存在した。実在するものとしての「『R.U.R.』のロボット」のような人造人間は今のところ実現していないが、伝説上の存在や架空の存在としての「人造の人間」は古くから語られ、また作品として創作されている。それらの多くは大きく「人造人間」というカテゴリに分類されてはいるものの、個々の「人造の人間」の特徴や特性、呼び名は様々である。
伝説上の存在として、古くは、ギリシア神話のタロース、ユダヤ伝説のゴーレム、ギルガメシュ叙事詩のエンキドゥなどが挙げられ、日本でも鎌倉時代の説話集『撰集抄』巻五に、西行が故人恋しさに死人の骨を集めて復活させようとして失敗する話「高野山参詣事付骨にて人を造る事」がある他、絵巻物でも『長谷雄草紙』に、鬼が死体の良い部分を集めて絶世の美女を生み出す内容が見られる。SF関連作品に登場するものとしては、『フランケンシュタイン』の被造物（フランケンシュタインの怪物）以降、多数の「人造の人間」が創作されている。

## 自然科学による人造人間
日本では1928年（昭和3年）に西村真琴が學天則を製作している。造られたのは上半身のみだが、腕を動かして文字を書いたり表情を変えたりすることができた。21世紀初頭の現在までには、ホンダの開発したASIMOや富士ソフトが開発したパルロなど人間の動きに近いもの（二足歩行など）、株式会社ココロと大阪大学が共同で開発したアクトロイドのように瞬きや呼吸といった人の挙動を模倣したものなど、それぞれの分野に特化した形で実現しており、さらに研究開発が続けられている。

## 人造人間の定義
ロボットの定義が明確に定め難いのと同様に、何をもって人造人間とするか、という明確な定義も事実上存在しない。フィクションにおいても、定義づけに関する対応は作品によって異なっている。

## 人造人間の問題点

### 人間との境界
フィクションにおいて、外見や行動がより人間に近い人造人間が登場する場合、人造人間と人間との境界（精神的・抽象的なものから法的なものまで）がしばしば問題となる。この問題は「人間とは何か」、「生命とは何か」、「心・魂とは何か」といったより根源的な問題を含むこととなるため、各作品においても対応はまちまちで、そうした問題自体をテーマとした作品も頻繁に創作されている。

### 宗教・思想上の問題点
アブラハムの宗教（キリスト教、ユダヤ教、イスラム教）では、旧約聖書の天地創造にあるように、人間（アダムとイブ）はヤハウェ・エロヒムに造られたとされており、人間を造るのは「神の行為」とされている。そのため、人間が人間を造るという行為は神への挑戦、あるいは冒涜と見做される場合がある。
初期の人造人間が登場するフィクションが制作された背景には、社会の近代化や科学技術の進歩に対する漠然とした不安があった。この心理が人造人間そのものへの不安フランケンシュタイン・コンプレックスに反映されているとする見方がある。

## 同義語・類義語
人造人間やロボットのように「人造の人間」を表す語は多い。フィクション作品においては、作品独自の造語や誤訳、語のイメージ重視の使用（意図的な誤用）なども見られる。以下に、主なもの（主に当記事にリダイレクトされている語）について記す。
人型ロボット（ひとがたロボット）、人間型ロボット（にんげんがたロボット）
外見を人間に似せて作られたロボットのことで、「人型でないロボット」との区別のために使われる言い回し。ヒューマノイドロボット（humanoid robot、人間そっくりのロボット）とも言われる。アイザック・アシモフは、『鋼鉄都市』に登場する人型ロボットを指す語としてヒューマンフォームロボット（humaniform robot、人間型ロボット）を用いている。
アンドロイド（android、ラテン語：androides）
ギリシア語のandro-（人、男性）と接尾辞-oid（-のようなもの、-もどき）の組み合わせで、人型ロボットなどの人に似せて作られた存在を指す。ヒューマノイド（humanoid、英語のhuman（人）と-oidの組み合わせ）とは、由来する言語が異なる同じ構造の語であり、ほぼ同義である。「andro-」が男性の意味も持つことから、女性型アンドロイドをガイノイド （gynoid）と呼び分けている作品も見られる。
作中に登場する人造人間に対して「アンドロイド（フランス語：androïde）」という語を初めて用いた作品は、小説『未来のイヴ』（オーギュスト・ヴィリエ・ド・リラダン著、1886年）とされているが、語自体の歴史はさらに古く、1728年にイーフレイム・チェンバーズが編纂・出版した百科事典『サイクロペディア』（Cyclopaedia, or Universal Dictionary of Arts and Sciences）には、既にANDROIDESの項目があり、18世紀初頭には使われていた語であることが窺える。この中でアンドロイドの意味は「オートマトン（オートマタ）のこと」とされており、用例として「アルベルトゥス・マグヌスはアンドロイドを作ったと記録されている」という記述が挙げられている。
バイオノイド（bionoid）、バイオロイド（bioroid）
いずれもバイオ（バイオニクス、バイオテクノロジー）とアンドロイドを組み合わせた語であり、SF作品に登場する人型のロボットを指す。
バイオノイドは1980年頃から用いられている語で、初期の用例としては、映画『スペース・サタン』（アメリカ、1980年）が日本公開された際のチラシやパンフレットにおいて、同作に登場するロボット「ヘクター」を「バイオノイド」と紹介している。用語辞典では、
- SF アニメなどに登場する、人間に近い生体や心を持つ人造人間
- 人間の体をしているロボット

と記載されている。
バイオロイドも1980年代から用いられている語で、初期の用例としては、1983年に発表され、1985年に出版された漫画『ブラックマジック』（士郎正宗作）や1984年放送のテレビアニメ『超時空騎団サザンクロス』（タツノコプロ制作）がある。

### その他
フィクションにおいて人造人間として扱われることのある用語で、ウィキペディア日本語版内に記事のあるもの。
- オートマタ - 機械人形のこと。何らかの技術で自律行動する場合、人造人間として扱われることがある。
- クローン - 分子・DNA・細胞・生体などのコピーのこと。クローニングによって生まれた人間は、場合により人造人間として扱われることがある。
- デザイナーベビー - 遺伝子操作を受けた子供のこと。操作に用いられる技術や操作の内容（結果）によっては、人造人間として扱われることがある。
- ホムンクルス - 錬金術で作り出された人工生命体のこと。人型のものが人造人間として扱われることがある。